# Lassor på Fårö

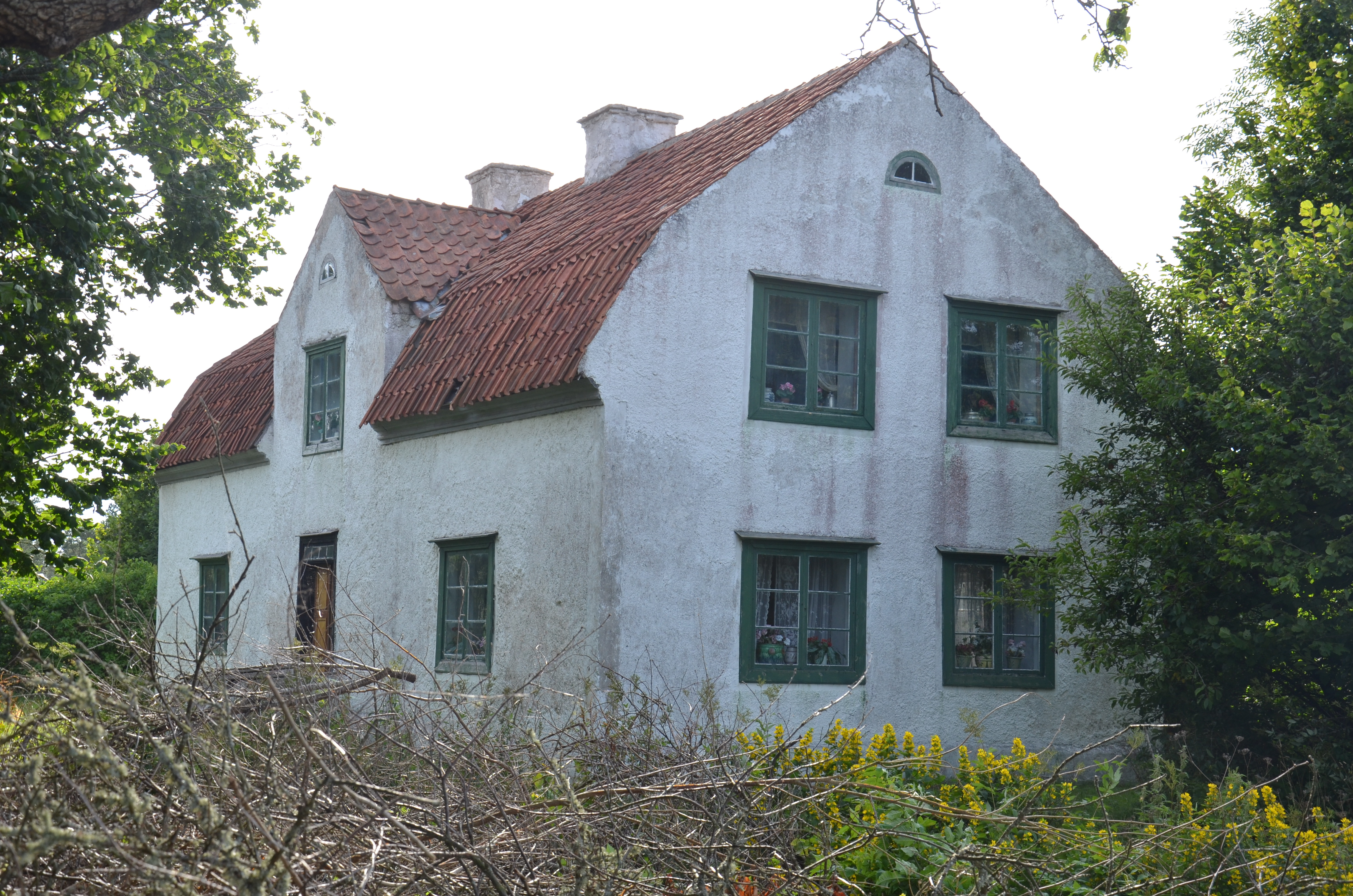
Lassor på Fårö, 2012.

Lassor är en byggnadsminnesmärkt gård nära Ekeviken på Fårö, Gotlands kommun.
Huset mangårdsbyggnad i sten uppfördes 1832, och har endast några mindre förändringar sedan det uppfördes. Det är en parstuga med brutet tegeltak, med ett brygghusbakbygge i form av en enkelstuga. Till gården hör även ett magasin i sten och en smedja sammanbyggd med bastu. Till gården hörde tidigare även en ladugårdsbyggnad i skiftesverk, som dock numera är flyttad till Bungemuseet.